# Torneo Internazionale Città di Gradisca - Trofeo Nereo Rocco
Il Torneo Internazionale "Città di Gradisca" – Trofeo "Nereo Rocco" è una competizione calcistica con cadenza annuale intitolata a Nereo Rocco. Il torneo si gioca sul campo sportivo di Gradisca d'Isonzo e altri del Friuli-Venezia Giulia.
Da non confondere con il Torneo Internazionale Nereo Rocco, disputato a Firenze.

## Storia del torneo
La ASD Torneo Internazionale Città di Gradisca in collaborazione con ISM Gradisca, con il patrocinio della Regione Friuli-Venezia Giulia, la Federazione Nazionale Gioco Calcio, il Coni e Fondazione Carigo, organizza il Torneo Internazionale "Città di Gradisca" – Trofeo "Nereo Rocco", al quale partecipano club calcistici provenienti da tutto il mondo e le più prestigiose squadre italiane della categoria Allievi under 17.
La sua prima edizione venne organizzata nel 1986 per ricordare la figura di Nereo Rocco, da un'idea di un gruppo di dirigenti dell'Itala San Marco Gradisca (Franco Tommasini, Domenico Ripellino, Italo Bressan, Lucio Marega, Manlio Menichino) il Torneo internazionale "Città di Gradisca" – Trofeo "Nereo Rocco". Al debutto parteciparono le società regionali Udinese e Triestina, e il Milan (vincitore delle prime due edizioni), il Rumagna Cesena ed il solo Nova Gorica a dargli un tocco di internazionalità. Con il passare degli anni il torneo cresce notevolmente: nove squadre nel 1988, dodici nel 1989, sedici nel 1997, quindi la classica formula a 24, fino ad arrivare al record di 28 società partecipanti toccato alcuni anni or sono e ripetuto nuovamente nell'edizione 2013. In questo torneo sono passate le migliori scuole calcistiche del mondo come Real Madrid ed Argentinos Juniors (primo club di Diego Armando Maradona e Roman Riquelme), Stella Rossa e Cruzeiro (prima casacca ufficiale di Ronaldo), Barcellona e River Plate, Inter e Colo Colo, Milan e Marsiglia, Dinamo Kiev e Sao Paolo, Ajax e Borussia Dortmund, Juventus ed Everton, oltre alle migliori formazioni africane ed asiatiche.
L'Atlético Mineiro e l'Argentinos Juniors, con quattro successi, detengono il record di affermazioni nel torneo.

## Albo d'oro
| Anno | Vincitrice         |
| ---- | ------------------ |
| 1986 | Milan              |
| 1987 | Milan              |
| 1988 | Lazio              |
| 1989 | Real Madrid        |
| 1990 | Argentinos Juniors |
| 1991 | Fiorentina         |
| 1992 | Real Madrid        |
| 1993 | Argentinos Juniors |
| 1994 | Colo-Colo          |
| 1995 | Argentinos Juniors |
| 1996 | Argentinos Juniors |
| 1997 | Ghana Goldfields   |
| 1998 | San Paolo          |
| 1999 | Cruzeiro           |
| 2000 | Inter              |
| 2001 | Gorica             |
| 2002 | Cruzeiro           |
| 2003 | Corea del Sud      |
| 2004 | Atlético Mineiro   |
| 2005 | Juventus           |
| 2006 | Atlético Mineiro   |
| 2007 | Atlético Mineiro   |
| 2008 | Atlético Mineiro   |
| 2009 | Milan              |
| 2010 | Colo-Colo          |
| 2011 | Empoli             |
| 2012 | Colo-Colo          |
| 2013 | Coritiba           |
| 2014 | Coritiba           |
| 2015 | Midtjylland        |
| 2016 | Atalanta           |
| 2017 | Venezia            |
| 2018 | Bologna            |
| 2019 | Deportivo Cali     |
| 2021 | Bologna            |
| 2022 | TP Mazembe         |
| 2023 | Lazio              |
| 2024 | Inter              |

### Vittorie per squadra
| N° | Squadra                                                                                              |
| -- | --- |
| 4  | Atlético Mineiro Argentinos Juniors                                                                  |
| 3  | Colo-Colo Milan                                                                                      |
| 2  | Coritiba Cruzeiro Inter Lazio Real Madrid                                                            |
| 1  | Corea del Sud Deportivo Cali Empoli Fiorentina Ghana Goldfields Gorica Juventus San Paolo TP Mazembe |